# Jimmy Johnsen
Jimmy Johnsen (* 30. Mai 1978) ist ein Triathlet aus Dänemark und Ironman-Sieger (2012).

## Werdegang
Jimmy Johnsen betreibt Triathlon seit 1994 und er startet seit 2008 als Profi-Athlet.
2005 wurde er Zweiter bei der Triathlon-Europameisterschaft auf der Langdistanz (4 km Schwimmen, 120 km Radfahren und 30 km Laufen) und 2009 wurde er Dritter.
Im Dezember 2012 holte er sich in Australien zusammen mit der Deutschen Britta Martin seinen ersten Ironman-Sieg.

## Sportliche Erfolge
| Datum/Jahr    | Rang | Wettbewerb                                   | Austragungsort  | Zeit     | Bemerkung                                                                |
| ------------- | ---- | -------------------------------------------- | --------------- | -------- | ------------------------------------------------------------------------ |
| 12. Feb. 2012 | 8    | Urban 2.80.20 Triathlon                      | Geelong         | 03:50:21 | auf der Mitteldistanz (2 km Schwimmen, 80 km Radfahren und 20 km Laufen) |
| 6. Juni 2010  | 7    | Ironman 70.3 Switzerland                     | Rapperswil-Jona |          |                                                                          |
| 15. Nov. 2009 | 1    | Shepparton Campbell’s Half Ironman Triathlon | Shepparton      | 03:51:46 |                                                                          |
| 8. Feb. 2009  | 6    | Ironman 70.3 Geelong                         | Geelong         | 03:57:44 | mit neuem Streckenrekord auf dem Radkurs: 02:12:38 h für die 90 km       |
| 2008          | 4    | Lisboa International Triathlon               | Lissabon        | 03:40:20 | auf der Mitteldistanz                                                    |
| 2007          | 3    | Ironman 70.3 Switzerland                     | Rapperswil-Jona | 03:52:16 |                                                                          |
| 2007          | 1    | Lisboa International Triathlon               | Lissabon        | 03:45:48 | Sieg auf der Mitteldistanz                                               |

| Datum/Jahr    | Rang | Wettbewerb                                         | Austragungsort  | Zeit     | Bemerkung |
| ------------- | ---- | -------------------------------------------------- | --------------- | -------- | --- |
| 23. März 2014 | 16   | Ironman Melbourne                                  | Melbourne       | 08:33:06 | |
| 13. Okt. 2013 | 28   | Ironman Hawaii                                     | Hawaii          | 08:47:45 | [ 6 ] |
| 24. März 2013 | 7    | Ironman Melbourne                                  | Melbourne       | 07:59:37 | Die Schwimmdistanz musste aufgrund der Witterungsverhältnisse auf verkürztem Kurs ausgetragen werden.                          |
| 9. Dez. 2012  | 1    | Ironman Western Australia                          | Busselton       | 08:29:06 | |
| 25. Nov. 2012 | 5    | Ironman Mexico                                     | Cozumel         | 08:29:09 | |
| 12. Aug. 2012 | 3    | Challenge Copenhagen                               | Kopenhagen      | 08:25:15 | [ 8 ] |
| 3. Juni 2012  | 3    | Ironman Cairns                                     | Cairns          | 08:29:36 | [ 9 ] |
| 2. Okt. 2011  | 9    | Challenge Barcelona-Maresme                        | Barcelona       | 08:36:30 | |
| 14. Aug. 2011 | 2    | Challenge Copenhagen                               | Kopenhagen      |          | |
| 3. Okt. 2010  | 1    | Challenge Barcelona-Maresme                        | Barcelona       |          | Sieg über die Langdistanz |
| 1. Aug. 2010  | 6    | ITU Long Distance Triathlon World Championship     | Immenstadt      |          | Langdistanz-WM |
| 26. Juni 2010 | 3    | ETU Long Distance Triathlon European Championships | Vitoria-Gasteiz | 05:49:19 | Dritter bei der Europameisterschaft auf der Langdistanz                                                                        |
| 5. Dez. 2009  | 3    | Ironman Western Australia                          | Busselton       | 08:21:11 | dritter Rang auf der Langdistanz hinter dem Sieger Patrick Vernay (3,86 km Schwimmen, 180,2 km Radfahren und 42,195 km Laufen) |
| 5. Apr. 2009  | 4    | Ironman Australia                                  | Port Macquarie  |          | |
| 19. Aug. 2007 | 3    | Ironman UK                                         | Sherborne       |          | |
| 2006          | 3    | Ironman Western Australia                          | Busselton       |          | |
| 2005          | 2    | ETU Long Distance Triathlon European Championships | Säter           |          | Europameisterschaft über die Langdistanz (4 km Schwimmen, 120 km Radfahren und 30 km Laufen)                                   |

(DNF – Did Not Finish)